# Elizabeth Bird
Elizabeth « Lizzie » Bird (née le 4 octobre 1994 à Manille aux Philippines) est une athlète britannique spécialiste du 3 000 mètres steeple.

## Biographie
En 2022, Elizabeth Bird remporte la médaille d'argent du 3 000 m steeple lors des Jeux du Commonwealth à Birmingham, derrière la Kényane Jackline Chepkoech, en portant son record personnel à 9 min 17 s 79. Le 10 août 2022, lors du Meeting Herculis de Monaco, elle établit un nouveau record du Royaume-Uni du 3 000 m steeple en 9 min 7 s 87. Elle remporte par la suite la médaille de bronze lors des championnats d'Europe, à Munich, devancée par l'Albanaise Luiza Gega et l'Allemande Lea Meyer.

## Palmarès
| Date | Compétition           | Lieu       | Résultat | Épreuve         | Performance   |
| ---- | --------------------- | ---------- | -------- | --------------- | ------------- |
| 2022 | Jeux du Commonwealth  | Birmingham | 2e       | 3 000 m steeple | 9 min 17 s 79 |
| 2022 | Championnats d'Europe | Munich     | 3e       | 3 000 m steeple | 9 min 23 s 18 |
| 2024 | Championnats d'Europe | Rome       | 3e       | 3 000 m steeple | 9 min 18 s 39 |
| 2024 | Jeux olympiques       | Paris      | 7e       | 3 000 m steeple | 9 min 4 s 35  |

## Records
| Épreuve         | Performance       | Lieu  | Date        |
| --------------- | ----------------- | ----- | ----------- |
| 3 000 m steeple | 9 min 4 s 35 (NR) | Paris | 6 août 2024 |